# Liste der Bodendenkmäler in Königsberg in Bayern
Auf dieser Seite sind die Bodendenkmäler in der unterfränkischen Stadt Königsberg in Bayern zusammengestellt. Diese Tabelle ist eine Teilliste der Liste der Bodendenkmäler in Bayern. Grundlage ist die Bayerische Denkmalliste, die auf Basis des Bayerischen Denkmalschutzgesetzes vom 1. Oktober 1973 erstmals erstellt wurde und seither durch das Bayerische Landesamt für Denkmalpflege geführt wird. Die folgenden Angaben ersetzen nicht die rechtsverbindliche Auskunft der Denkmalschutzbehörde.

## Bodendenkmäler in Königsberg in Bayern
| Lage       | Objekt                                                                                          | Akten-Nr.     | Bild           |
| ---------- | ----------------------------------------------------------------------------------------------- | ------------- | -------------- |
| (Standort) | Untertägige Bauteile der spätmittelalterlichen bis frühneuzeitlichen Kirche                     | D-6-5829-0073 |                |
| (Standort) | Untertägige Bauteile der frühneuzeitlichen Heilig-Kreuz-Kirche.                                 | D-6-5928-0063 |                |
| (Standort) | Mittelalterlicher Turmhügel.                                                                    | D-6-5929-0010 |                |
| (Standort) | Siedlung der Linearbandkeramik.                                                                 | D-6-5929-0013 |                |
| (Standort) | Vermutlich mittelalterlicher Turmhügel.                                                         | D-6-5929-0027 | weitere Bilder |
| (Standort) | Brandgräber vermutlich der Hallstattzeit.                                                       | D-6-5929-0048 |                |
| (Standort) | Siedlung der Linearbandkeramik und Einzelfund eines mittelpaläolithischen Steingeräts.          | D-6-5929-0049 |                |
| (Standort) | Siedlung des Mittelneolithikums.                                                                | D-6-5929-0051 |                |
| (Standort) | Siedlung der Linearbandkeramik.                                                                 | D-6-5929-0055 |                |
| (Standort) | Siedlung der Hallstattzeit.                                                                     | D-6-5929-0056 |                |
| (Standort) | Vermutlich Schlagplatz des Mittelpaläolithikums.                                                | D-6-5929-0057 |                |
| (Standort) | Untertägige Bauteile der frühneuzeitlichen Pfarrkirche sowie vermutlich Körpergräber            | D-6-5929-0087 |                |
| (Standort) | Untertägige Bauteile der spätmittelalterlichen bis frühneuzeitlichen Kirche.                    | D-6-5929-0089 |                |
| (Standort) | Untertägige Bauteile der spätmittelalterlichen bis neuzeitlichen St.-Mauritius-Kirche.          | D-6-5929-0116 |                |
| (Standort) | Untertägige Bauteile der neuzeitlichen Kapelle.                                                 | D-6-5929-0120 |                |
| (Standort) | Untertägige Bauteile der spätmittelalterlichen und frühneuzeitlichen Evang.-Luth. Kirche        | D-6-5929-0123 |                |
| (Standort) | Untertägige Bauteile der spätmittelalterlichen bis frühneuzeitlichen Evang.-Luth. Kirche        | D-6-5929-0124 |                |
| (Standort) | Untertägige Bauteile der mittelalterlichen Burgruine von Königsberg i.Bay.                      | D-6-5929-0125 |                |
| (Standort) | Untertägige Bauteile der mittelalterlichen Stadtbefestigung von Königsberg i.Bay.               | D-6-5929-0126 |                |
| (Standort) | Untertägige Siedlungsteile des Mittelalters und der frühen Neuzeit im Bereich der Altstadt      | D-6-5929-0127 |                |
| (Standort) | Archäologische Befunde des Mittelalters und der frühen Neuzeit im Bereich der Evang. Kirche     | D-6-5929-0128 |                |
| (Standort) | Untertägige Bauteile der spätmittelalterlichen bis neuzeitlichen Pfarrkirche                    | D-6-5929-0130 |                |
| (Standort) | Wüstung „Windeberc“ vermutlich des frühen Mittelalters sowie untertägige Teile                  | D-6-5929-0133 |                |
| (Standort) | Wolfsgrube vermutlich der frühen Neuzeit.                                                       | D-6-5929-0134 |                |
| (Standort) | Wolfsgrube vermutlich der frühen Neuzeit.                                                       | D-6-5929-0135 | Bodendenkmal   |
| (Standort) | Wolfsgrube vermutlich der frühen Neuzeit.                                                       | D-6-5929-0136 | weitere Bilder |
| (Standort) | Wolfsgrube vermutlich der frühen Neuzeit.                                                       | D-6-5929-0137 | weitere Bilder |
| (Standort) | Wolfsgrube vermutlich der frühen Neuzeit.                                                       | D-6-5929-0138 | weitere Bilder |
| (Standort) | Wolfsgrube vermutlich der frühen Neuzeit.                                                       | D-6-5929-0139 | weitere Bilder |
| (Standort) | Archäologische Befunde im Bereich der spätmittelalterlichen bis frühneuzeitlichen Evang. Kirche | D-6-5930-0072 |                |